# Bansigu Big Band
Bansigu Big Band è un'orchestra jazz di Genova nata all'inizio del 1991 da un'idea di Piero Leveratto e Giampaolo Casati.

## Biografia
La scelta del nome, che in dialetto genovese antico significa altalena, testimonia l'attaccamento al territorio ligure.
Nasce dall'idea di riunire più musicisti liguri possibili e trovare un'espressione comune. Ha al suo interno alcuni dei musicisti più importanti a livello nazionale (Giampaolo Casati, Luca Begonia, Aldo Zunino, Piero Leveratto, Stefano Calcagno e Alfred Kramer).
I loro dischi sono pubblicati sul territorio nazionale dall'etichetta discografica Splasc.

## Discografia
- 1998 L'isola di Bansigu
- 2001 Now We Can
- 2004 Bansigu Big Band with Lee Konitz

## Formazione
- Piero Leveratto - basso
- Aldo Zunino - basso
- Alfredo Kramer - batteria
- Massimo Sarpero - batteria
- Gianluca Tagliazucchi - pianoforte
- Attilio Profumo - sax alto
- Cesare Marchini - sax alto
- Livio Zanellato - sax tenore e flauto
- Stefano Riggi - sax tenore e soprano
- Roberto "Spartaco" Moretti - sax baritono
- Giampaolo Casati - tromba
- Giampiero Lo Bello - tromba
- Massimo Rapetti - tromba
- Fulvio Di Clemente - tromba
- Stefano Ferraro - tromba
- Denis Trapasso - trombone
- Stefano Calcagno - trombone
- Martino Biancheri - trombone
- Enrico Allavena - trombone
- Luca Begonia - direzione